# Morti nel 1992/Maggio
| Questa pagina contiene informazioni ricavate automaticamente dalle voci biografiche con l'ausilio del template Bio e di un bot. L'aggiornamento è periodico e automatico e ricostruisce completamente la pagina. Se manca una persona in questa lista, sei pregato di non aggiungerla, ma accertati piuttosto che la sua voce biografica contenga il template Bio e che i dati anagrafici siano correttamente compilati. Se il template Bio manca, inseriscilo tu stesso o, in alternativa, metti l'avviso {{tmp\|Bio}} che ne segnala la mancanza. Se i dati riportati sono sbagliati, correggi direttamente la voce biografica; le modifiche saranno visibili in questa lista entro pochi giorni. Per chiarimenti vedi il progetto biografie. La lista contiene solo le 105 persone che sono citate nell'enciclopedia e per le quali è stato implementato correttamente il template Bio. Pagina aggiornata al 3 mar 2024. |

- 1º maggio - Paolo Checchi, cestista italiano (n. 1927)
- 1º maggio - Sharon Redd, cantante statunitense (n. 1945)
- 2 maggio - Stefano D'Arrigo, scrittore, poeta e critico d'arte italiano (n. 1919)
- 2 maggio - Mario Marcucci, pittore italiano (n. 1910)
- 2 maggio - Amedeo Potito, presbitero e storico italiano (n. 1909)
- 2 maggio - Margarete Wallmann, danzatrice e coreografa austriaca (n. 1904)
- 3 maggio - Vilma Degischer, attrice austriaca (n. 1911)
- 3 maggio - George Murphy, attore e ballerino statunitense (n. 1902)
- 3 maggio - Kevin O'Donovan, cestista irlandese (n. 1921)
- 4 maggio - Harry Bisbey, pallanuotista statunitense (n. 1931)
- 4 maggio - Auguste Hellemans, calciatore e allenatore di calcio belga (n. 1907)
- 4 maggio - Thomas O. Paine, ingegnere statunitense (n. 1921)
- 5 maggio - Beppino Disertori, psichiatra, filosofo e politico italiano (n. 1907)
- 5 maggio - Ramón Mutis, calciatore argentino (n. 1899)
- 5 maggio - Jean-Claude Pascal, cantante, attore e stilista francese (n. 1927)
- 6 maggio - Marlene Dietrich, attrice e cantante tedesca (n. 1901)
- 6 maggio - Walter Fontana, politico e mecenate italiano (n. 1919)
- 6 maggio - Gaston Reiff, mezzofondista belga (n. 1921)
- 7 maggio - Kiril Stankov, calciatore bulgaro (n. 1949)
- 8 maggio - Albert Aqarunov, militare azero (n. 1969)
- 8 maggio - Addeke Hendrik Boerma, economista olandese (n. 1912)
- 8 maggio - Sergej Vladimirovič Obrazcov, burattinaio russo (n. 1901)
- 8 maggio - Arnoldo Onisto, vescovo cattolico italiano (n. 1912)
- 9 maggio - Hernán Bolaños, allenatore di calcio e calciatore costaricano (n. 1912)
- 9 maggio - Walter Spedicato, politico italiano (n. 1947)
- 10 maggio - Douglas Gairdner, pediatra scozzese (n. 1910)
- 10 maggio - John Lund, attore statunitense (n. 1913)
- 10 maggio - Werner Nilsen, calciatore e allenatore di calcio norvegese (n. 1904)
- 10 maggio - Dan Sturkie, attore e doppiatore statunitense (n. 1924)
- 11 maggio - Tsuneyoshi Takeda, principe, militare e dirigente sportivo giapponese (n. 1909)
- 11 maggio - Alberto Zampieri, pittore italiano (n. 1903)
- 12 maggio - Nikos Gatsos, poeta, traduttore e paroliere greco (n. 1911)
- 12 maggio - Bob Mizer, fotografo e regista statunitense (n. 1922)
- 12 maggio - Lenny Montana, wrestler, attore e mafioso statunitense (n. 1926)
- 12 maggio - Robert Reed, attore statunitense (n. 1932)
- 12 maggio - Paul Sokody, cestista statunitense (n. 1914)
- 13 maggio - Patrick Angus, pittore statunitense (n. 1953)
- 13 maggio - Gisela Elsner, scrittrice tedesca (n. 1937)
- 13 maggio - Valentino Pellarini, cestista italiano (n. 1919)
- 13 maggio - Luciano Zani, militare italiano (n. 1907)
- 13 maggio - Bart Zoet, ciclista su strada olandese (n. 1942)
- 14 maggio - Lyle Alzado, giocatore di football americano e attore statunitense (n. 1949)
- 14 maggio - Helge Helgesen, calciatore norvegese (n. 1912)
- 14 maggio - Nie Rongzhen, generale e politico cinese (n. 1899)
- 14 maggio - Dante Pergreffi, bassista italiano (n. 1961)
- 15 maggio - Ladislav Demšar, cestista e allenatore di pallacanestro jugoslavo (n. 1929)
- 15 maggio - Gino Rossetti, calciatore e allenatore di calcio italiano (n. 1904)
- 16 maggio - Maria Cibrario Cinquini, matematica italiana (n. 1906)
- 16 maggio - Marisa Mell, attrice austriaca (n. 1939)
- 16 maggio - Chalino Sánchez, cantautore messicano (n. 1960)
- 17 maggio - Želimir Vidović, calciatore jugoslavo (n. 1953)
- 17 maggio - Lawrence Welk, musicista, direttore d'orchestra e showman statunitense (n. 1903)
- 18 maggio - Giuliani G. De Negri, produttore cinematografico e sceneggiatore italiano (n. 1924)
- 18 maggio - Janusz Kruk, cantante, musicista e compositore polacco (n. 1946)
- 18 maggio - Mario Nervi, calciatore italiano (n. 1913)
- 18 maggio - Marshall Thompson, attore statunitense (n. 1925)
- 19 maggio - Bruno Pradal, attore francese (n. 1949)
- 20 maggio - Giorgio Agosti, magistrato, partigiano e antifascista italiano (n. 1910)
- 20 maggio - Giovanni Colombo, cardinale e arcivescovo cattolico italiano (n. 1902)
- 20 maggio - Dante Virgili, scrittore italiano (n. 1928)
- 21 maggio - Dario Gay, calciatore e allenatore di calcio italiano (n. 1907)
- 22 maggio - Tony Accardo, mafioso statunitense (n. 1906)
- 22 maggio - Giovanni Enrico Boccella, arcivescovo cattolico italiano (n. 1912)
- 22 maggio - Elizabeth David, scrittrice britannica (n. 1913)
- 22 maggio - Emil Folta, calciatore cecoslovacco (n. 1924)
- 22 maggio - Zellig Harris, linguista statunitense (n. 1909)
- 22 maggio - Francesco Sansone, scultore italiano (n. 1903)
- 23 maggio - Gennaro Bonsanto, calciatore italiano (n. 1912)
- 23 maggio - Rocco Dicillo, poliziotto italiano (n. 1962)
- 23 maggio - Giovanni Falcone, magistrato italiano (n. 1939)
- 23 maggio - Antonio Montinaro, poliziotto italiano (n. 1962)
- 23 maggio - Francesca Morvillo, magistrato italiano (n. 1945)
- 23 maggio - Alfonso Quiñónez, cestista ecuadoriano
- 23 maggio - John Gates, giornalista e attivista statunitense (n. 1913)
- 23 maggio - Vito Schifani, poliziotto italiano (n. 1965)
- 23 maggio - Atahualpa Yupanqui, cantautore, chitarrista e scrittore argentino (n. 1908)
- 24 maggio - Francis Thomas Bacon, ingegnere britannico (n. 1904)
- 24 maggio - Paul Moukila, calciatore della Repubblica del Congo (n. 1950)
- 24 maggio - Luiz Eça, pianista brasiliano (n. 1936)
- 25 maggio - Danny Biasone, imprenditore italiano (n. 1909)
- 25 maggio - Tulio Demicheli, regista cinematografico e sceneggiatore argentino (n. 1914)
- 25 maggio - Viktor Vasil'evič Grišin, politico e sindacalista sovietico (n. 1914)
- 25 maggio - Philip Habib, diplomatico statunitense (n. 1920)
- 25 maggio - Gitta Mallasz, designer e artista ungherese (n. 1907)
- 25 maggio - Ľudovít Rado, calciatore cecoslovacco (n. 1914)
- 26 maggio - Domenico Sartor, politico italiano (n. 1913)
- 27 maggio - Machiko Hasegawa, fumettista giapponese (n. 1920)
- 27 maggio - Steve Klaus, allenatore di pugilato statunitense (n. 1904)
- 27 maggio - Franz Rupp, pianista tedesco (n. 1901)
- 27 maggio - Jone Salinas, attrice italiana (n. 1918)
- 27 maggio - Michael Talbot, scrittore statunitense (n. 1953)
- 28 maggio - Bai Hong, attrice e cantante cinese (n. 1920)
- 29 maggio - Ollie Halsall, chitarrista inglese (n. 1949)
- 29 maggio - Theodore Roscoe, scrittore e biografo statunitense (n. 1906)
- 29 maggio - Nils-Åke Sandell, calciatore svedese (n. 1927)
- 29 maggio - Ken Suesens, cestista e allenatore di pallacanestro statunitense (n. 1916)
- 30 maggio - Karl Carstens, politico tedesco (n. 1914)
- 30 maggio - Elly Joenara, attrice e produttrice cinematografica indonesiana (n. 1923)
- 30 maggio - James Ernest Lamy, bobbista statunitense (n. 1928)
- 30 maggio - Bruno Maini, calciatore e allenatore di calcio italiano (n. 1908)
- 30 maggio - Antoni Zygmund, matematico polacco (n. 1900)
- 31 maggio - Roberto Gaja, diplomatico italiano (n. 1912)
- 31 maggio - Giuseppe Orlando, economista e politico italiano (n. 1918)
- 31 maggio - Renato Treves, filosofo e sociologo italiano (n. 1907)
- 31 maggio - José Pedro Galvão de Sousa, filosofo e giurista brasiliano (n. 1912)